# ملاندا
ملاندا (به لاتین: Melandaha) یک منطقهٔ مسکونی در بنگلادش است که در ناحیه جمال‌پور واقع شده‌است. ملاندا ۲۳۹٫۶۵ کیلومتر مربع مساحت و ۲۶۲٬۴۷۸ نفر جمعیت دارد.